# رشته کوه میلر
رشته کوه میلر رشته کوهی است که از یخچال طبیعی نمرود تا ۸۰ کیلومتر (۵۰ مایل) به سوی جنوب در امتداد گوشه باختری یخچال طبیعی مارش در جنوبگان ادامه دارد. این رشته کوه به نام جِی.اِچ. میلر (که امروزه "سر جِی. هُلمز" نامیده می‌شود) یکی از اعضای گروه نیوزیلندی سفر اکتشافی همسود ترنس-آتلانتیک در ۱۹۵۸ (میلادی) نامگذاری شد. او به همراه جی.دبلیو. مارش از این منطقه نقشه‌برداری کرد.